# الجدل حول الأسلحة النووية

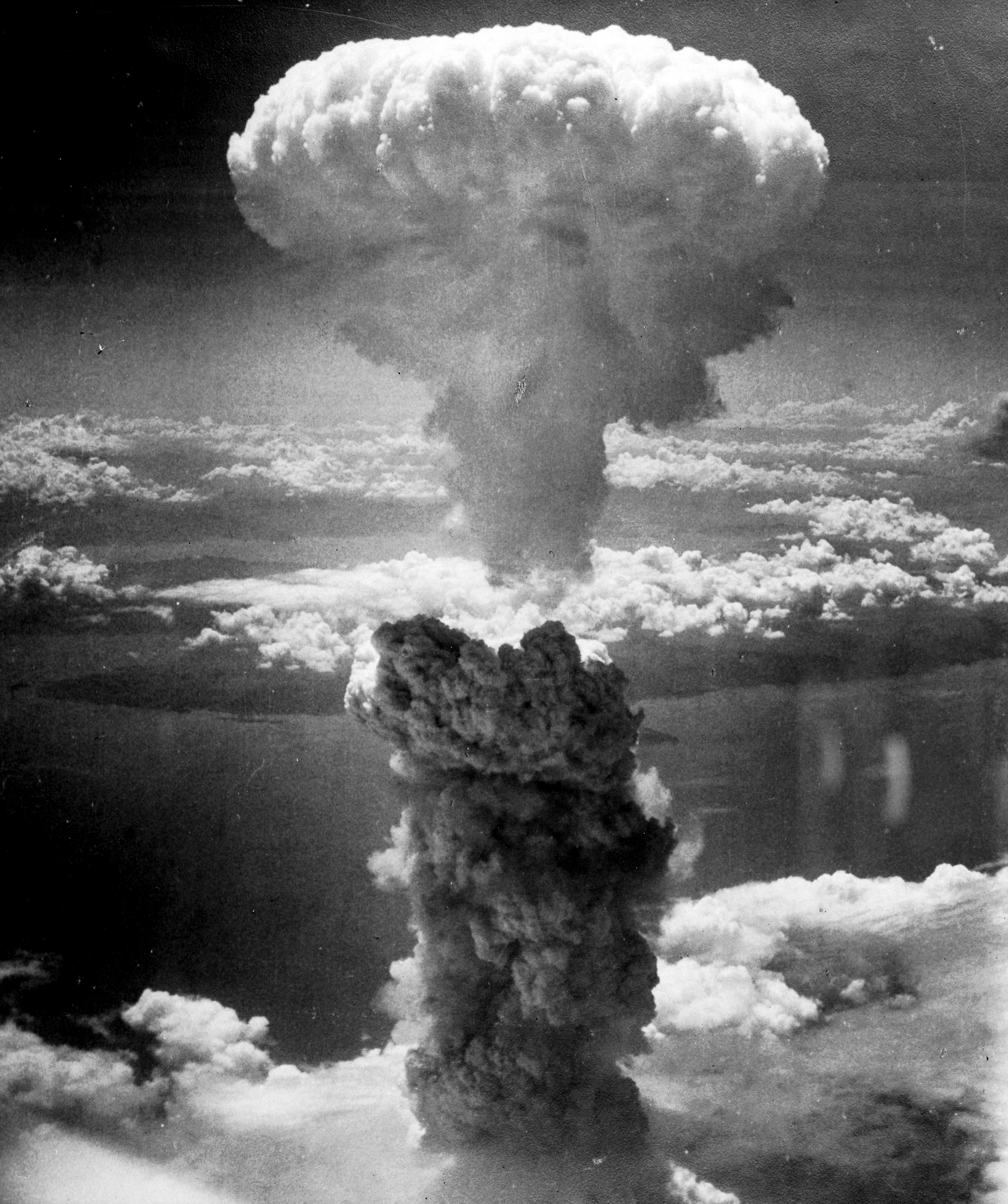
انفجار قنبلة الرجل البدين

مخزونات الأسلحة النووية للولايات المتحدة وروسيا

مناقشة الأسلحة النووية هو النقاش حول الخلافات المحيطة بتهديدات الأسلحة النووية واستخدامها وتخزينها.
حتى قبل تطوير أول سلاح نووي انقسم العلماء المشاركون في مشروع مانهاتن حول استخدام السلاح حيث كانت المرة الوحيدة التي استخدمت فيها الأسلحة النووية في الحرب كانت في المراحل الأخيرة من الحرب العالمية الثانية عندما قصفت قاذفات قنابل الولايات المتحدة بوينغ بي-29 سوبر فورترس قنابل ذرية على مدينتي هيروشيما وناغازاكي اليابانيتين في أوائل أغسطس 1945 وكان استحقاق الولايات المتحدة الأخلاقي لها موضوع نقاش علمي وشعبي لعقود من الزمان.
يشير نزع السلاح النووي إلى تخفيض الأسلحة النووية أو القضاء عليها وإلى نهاية عالم خالي من الأسلحة النووية.
إن مؤيدي نزع السلاح يدينون في العادة التهديد باستخدام الأسلحة النووية ويتناقشون بأن نزع السلاح التام وحده هو القادر على القضاء على إمكانية نشوب حرب نووية. ويقول منتقدو نزع السلاح النووي إنه سيقوض الردع ويجعل الحروب التقليدية أكثر تدميرا واصبحت المناقشات معقدة إلى حد كبير عند النظر في سيناريوهات مختلفة.

## الجدالات
لا توجد أي احتمالية لقيام حرب نووية في ظل تطبيق سيناريو نزع كلي متعدد الأطراف للأسلحة النووية. وفي ظل تطبيق سيناريوهات النزع الجزئي للأسلحة النووية، يوجد خلاف حول كيفية تغير احتمالية قيام الحرب النووية. يرى معارضو نزع السلاح النووي أن هذا السيناريو سيقوض قدرة الحكومات على التهديد بالثأر عند تعرضها لهجوم عدواني لردع أي اعتداء ضدها. أدى تطبيق نظرية الألعاب على قضايا الحرب النووية الاستراتيجية، خلال الحرب الباردة، إلى ظهور عقيدة الدمار المتبادل المؤكد (MAD)، وهو مفهوم طُوِّر بواسطة روبرت ماكنامارا وآخرين في منتصف ستينيات القرن العشرين. وكان نجاح هذا المفهوم على تفادي الحرب النووية يعتمد على «الاستعداد في أي وقت؛ قبل، وفي أثناء، وبعد الهجوم لتدمير المجتمع العامل للعدو». عادةً ما يبرر الذين يعتقدون أن الحكومات يجب أن تطور وتحافظ على قدرتها النووية الضاربة من خلال الإشارة إلى الحرب الباردة، زاعمين أن «السلام النووي» كان نتيجةً لامتلاك كل من الولايات المتحدة الأمريكية والاتحاد السوفيتي قدرة متبادلة على الثأر في الضربة الثانية من المعركة. ومنذ انتهاء الحرب الباردة، استمر تطوير نظريات الردع في العلاقات الدولية وعُممت في مفهوم مفارقة الاستقرار وعدم الاستقرار. دعا مؤيدو نزع السلاح النووي إلى التشكيك في افتراض أن القادة السياسيين ممثلون عقلانيون عن الشعب يضعون حماية مواطنيهم فوق جميع الاعتبارات الأخرى، وأشاروا أيضًا، كما اعترف ماكنامارا نفسه الذي أدرك ذلك لاحقًا، إلى الخيارات غير العقلانية، والصدف، والحالات الطارئة التي لعبت دورًا هامًا في تفادي الحرب النووية، مثلما حدث خلال أزمة صواريخ كوبا عام 1962، وأزمة مناورة الرامي القادر 83 في عام 1983. وبالتالي، يرى المؤيدون لنزع السلاح النووي أن الدليل يتفوق على النظرية، وأن نظريات الردع لا يمكن أن تكون متسقةً مع السجل التاريخي.
يؤيد العالم السياسي كينيث والتز الانتشار المستمر للأسلحة النووية. وفي إصدار شهر يوليو 2012 من مجلة فورين أفيرز، اعترض والتز على ما يراه أغلب المعلقين والزعماء السياسيين الأمريكيين، والأوروبيين، والإسرائيليين بأن التسلح النووي الإيراني سيكون أمرًا غير مقبول. وعلى النقيض، رأى والتز أنه من الممكن أن يحقق ذلك أفضل نتيجةً ممكنةً من خلال استعادة الاستقرار إلى الشرق الأوسط؛ نظرًا لأنه سيعادل الاحتكار الإقليمي الإسرائيلي للأسلحة النووية. رفض جون ميولر أيضًا، الأستاذ بجامعة ولاية أوهايو، ومؤلف كتاب الهوس الذري، الحاجة إلى التدخل في البرنامج النووي الإيراني ورأى أن تدابير السيطرة على الأسلحة تولد نتائج عكسيةً. وفي إحدى المحاضرات عام 2010 بجامعة ميسوري، والتي أُذيعت بواسطة شبكة تلفاز سي-سبان، رأى الدكتور ميولر أن هناك مبالغات من وسائل الإعلام الرائجة، ومن المسؤولين أيضًا، حول تهديدات الأسلحة النووية بما يشمل التهديد القادم من الإرهابيين.
وعلى النقيض، يؤيد العديد من المسؤولين بالحكومة الأمريكية، بما يشمل هنري كسنجر، وجورج شولتز، وسام نون، وويليام بيري، والذين كان في مناصبهم خلال فترة الحرب الباردة، القضاء على الأسلحة النووية حاليًا، إذ يعتقدون أن عقيدة الردع المتبادل السوفيتي-الأمريكي قد عفا عليها الزمن، وأن هناك خطر متزايد إثر الاعتماد على الأسلحة النووية للردع، بالإضافة إلى تراجع فاعليتها منذ انتهاء الحرب الباردة. ورأت مقالة بمجلة ذي إيكونوميست عام 2011، على نفس هذا النحو، أن الأخطار يمكن أن تكون أكثر حدةً عند التنافس بين الدول النووية الجديدة نسبيًا التي تفتقر «للضمانات الأمنية» المطورة بواسطة الأمريكيين والسوفييت، وتشكلت أخطار أخرى إضافية بظهور الدول المنبوذة المسلحة بالأسلحة النووية، مثل كوريا الشمالية (وربما تنضم إليها إيران قريبًا)، بالإضافة إلى الطموح المُعلن للإرهابيين لسرقة، أو شراء، أو صناعة السلاح النووي. 